# 福缘禅寺
福缘禅寺（原福缘禅院）初建于1880年的江苏常州东狮巷，后于1937年被日本侵略军摧毁，1938年，住持源根法师等人避难来上海在长宁区愚园路新光村15号（现镇宁路465弄31号）化缘募资后重建了104平方米的寺廟，供奉西方三圣，1986年经历过修缮，1988年由于旧城改造临时搬迁，1993年扩建。2012年1月7日举行移地哈密路1333号重建奠基并改名福缘禅寺，2018年5月26日竣工，毗邻中新泾公园，入口为天王殿，其中大雄宝殿层高5米，北面为综合楼。